# Resident Evil: Genesis
 (mars 2020).
Si vous disposez d'ouvrages ou d'articles de référence ou si vous connaissez des sites web de qualité traitant du thème abordé ici, merci de compléter l'article en donnant les références utiles à sa vérifiabilité et en les liant à la section « Notes et références ».
Resident Evil: Genesis est un jeu vidéo d'action-aventure développé par Capcom Interactive Canada, sorti sur téléphone mobile le 1er janvier 2008. Il fait partie de la série Resident Evil.

## L'histoire
Dans cet opus, vous reprenez le contrôle d'une des anciennes personnages de la série Jill Valentine. Elle mène l'enquête sur la disparition de l'équipe Bravo des S.T.A.R.S. et tente de découvrir les secrets cachés dans la maison du Seigneur excentrique Spencer.

## Système de jeu
Le jeu a connu des changements significatifs des précédents titres de la série, il a été développé à partir d'un téléphone mobile et conçues pour travailler plus efficacement avec le système de contrôle limité et la taille de l'écran.